# ارين جي. هاردينغ
ارين جي. هاردينغ (بالإنجليزية: Warren G. Harding)‏ هو سياسي أمريكي، ولد في 8 يناير 1921 في برينستون في الولايات المتحدة، وتوفي في 2 أبريل 2005 في دالاس في الولايات المتحدة. حزبياً، نشط في الحزب الديمقراطي.